# サン・マルティン (装甲巡洋艦)

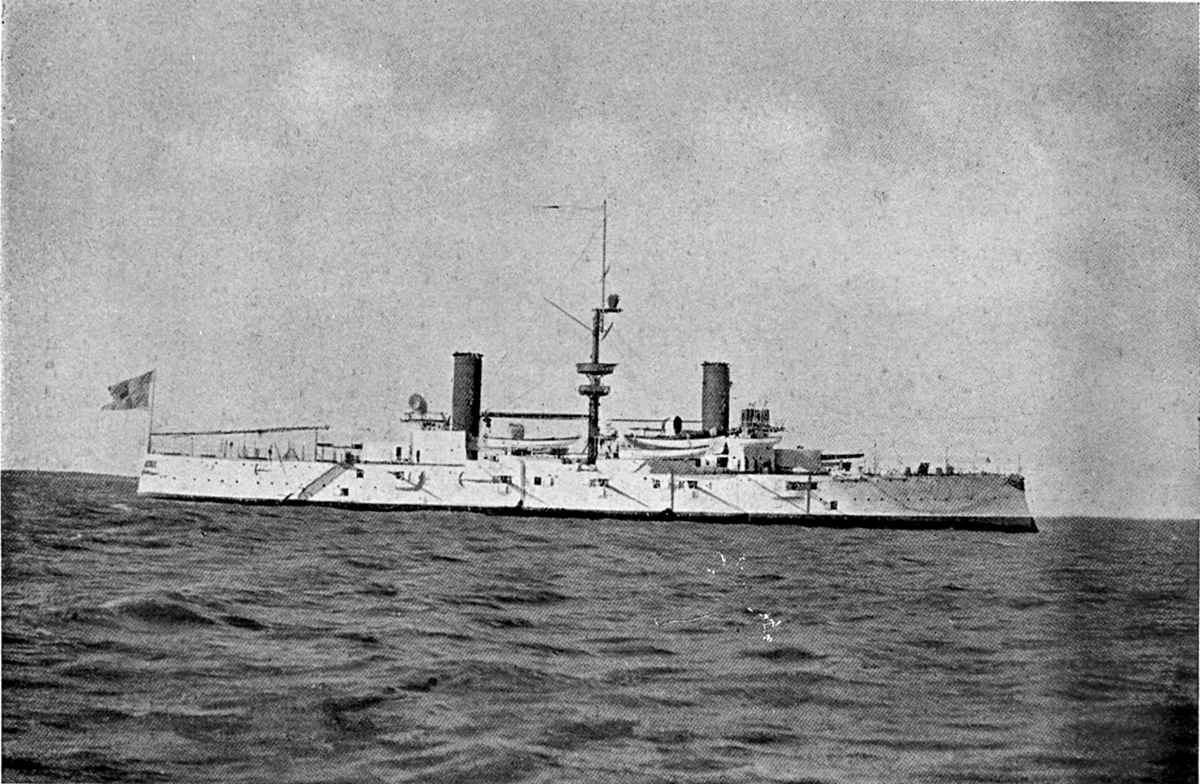

サン・マルティン（San Martín）はアルゼンチン海軍の装甲巡洋艦。ガリバルディ級。艦名は南アメリカ諸国独立戦争時の軍人ホセ・デ・サン＝マルティンにちなむ。
イタリアのオルランド社でイタリア海軍向けの「Varese」として建造されていた艦を購入したものである。1896年5月25日進水。同年10月26日にアルゼンチンが正式に購入。1898年4月25日にアルゼンチン海軍に引き渡されて6月13日にアルゼンチンに到着した。
1932年、ないし1933年に海防艦に類別変更。1935年12月18日に除籍され、1947年に解体された。
排水量8100T(tons)、長さ106.7m、幅16.2m。
3段膨張機関2基、円缶8基で、設計出力13500馬力。公試では1898年2月に18.1ノット、3月22日に強制通風で19.68ノットと20.06ノットを記録している。
主砲は40口径203mm砲、または45口径203mm（8インチ）砲4門で、艦の前後に連装砲塔を1基ずつ搭載した。他の兵装は40口径ないし44口径152mm（6インチ）砲10門、40口径120mm（4，7インチ）砲6門、ノルデンフェルト57mm速射砲12門（6ポンド砲10門や12門とも）、マキシム37mm機関砲10門、456mmないし457mm水上魚雷発射管4門。
装甲はハーヴェイ鋼で、装甲帯5.9から3.1インチ、バーベット5.9インチ、砲塔5.9インチ、司令塔5.9インチ。